# 比拉 (揚皮爾區)
48°15′6″N 28°13′16″E / 48.25167°N 28.22111°E
比拉（烏克蘭語：Біла），是烏克蘭的村落，位於該國西南部文尼察州，由莫希利夫-波季利斯基區負責管轄，始建於1500年，面積2.97平方公里，海拔高度68米，2001年人口890，人口密度每平方公里300.1人。